# Camillo Schumann
Pour les articles homonymes, voir Schumann (homonymie).
Camillo Schumann, né le 10 mars 1872 à Königstein (royaume de Saxe) et mort le 29 décembre 1946 à Bad Gottleuba (Saxe), est un compositeur et organiste postromantique allemand.

## Biographie
Camillo Schumann naît dans la famille de douze enfants du directeur de la musique Clemens Schumann senior (1839-1918) et de son épouse Camilla Ottilie, née Müller. Il est le frère du compositeur Georg Schumann, d'Alfred Schumann (1868-1891), futur maître de concert à l'Orchestre philharmonique de Brême (de) et de Clemens Schumann junior (1876-1938), violoniste de 1900 à 1936 à la Staatskapelle de Dresde.
Camillo Schumann prend ses premières leçons, comme ses frères, auprès de son père de plusieurs instruments. De 1889 à 1893, il étudie à l'École supérieure de musique de Dresde, puis à celle de Leipzig auprès de Carl Reinecke, Salomon Jadassohn, Bruno Zwintscher, Paul Homeyer (de) et d'autres. En 1894 et 1895, il poursuit ses études auprès de Woldemar Bargiel et Robert Radecke (de) à Berlin (de). Pendant son séjour à Berlin, Schumann est organiste suppléant dans un certain nombre de grandes églises. Le 1er octobre 1896, il accepte le poste d'organiste à plein temps à l'église Saint-Georges d'Eisenach et à la chapelle de la Wartbourg. En 1906, il reçoit le titre de directeur musical  de Saxe et d'organiste de la Cour. Camillo Schumann organise de nombreux concerts d'orgue et de chambre à Eisenach - parfois avec la participation de ses frères Georg et Clemens – et il est particulièrement attaché à la culture de la musique de Bach dans sa ville natale.
Il s'installe en avril 1914 à Bad Gottleuba, prend plusieurs engagements concernant la musique d'église dans les environs. Cependant, en dehors de ses obligations musicales à la Cour, il se consacre de plus en plus à son travail de composition. Schumann meurt dans cette ville le 29 décembre 1946. Sa tombe existe toujours. En 1972, une pierre commémorative a été érigée à sa mémoire à Königstein, la ville où il est né.

## Œuvres

### Sonates pour violoncelle
- Cellosonate Nr. 1 op. 59 (Breitkopf & Härtel, Wiesbaden, 2017)
- Cellosonate Nr. 2 op. 99 (Breitkopf & Härtel, Wiesbaden, 2017)
- Cellosonate Nr. 3 op. 118a

### Œuvres chorales
- Mägdlein saß im Wald und Moos op. 25
- Sechs heitere Lieder op. 33
- Fünf Lieder op. 37a
- Lobgesang-Psalm op. 70
- Sechs Lieder op. 73
- Zwei Chöre op. 87

### Duos
- Moment musical op. 15
- Zwei Vortragsstücke für Violine und Klavier op. 17
- Larghetto op. 19
- Barcarole op. 21
- Fantasiestück für Oboe und Klavier op. 31
- Zwei Stücke für Violine und Klavier op. 35
- Drei Fantasiestücke für Klarinette und Klavier op. 74
- Drei Vortragsstücke für Waldhorn und Klavier op. 82
- Andante und Humoreske op. 95
- Vier Stücke für Violine und Orgel op. 109
- Drei Stücke für Violine und Klavier op. 122
- Drei Stücke für Oboe und Klavier op. 126a
- Sechs Stücke für Violine und Klavier op. 139
- Zwei Stücke für Violine und Klavier op. 146
- Drei Vortragsstücke für Violine und Klavier o.op.
- Zwei Stücke für Violine und Klavier o.op.
- Acht kleine Vortragsstücke für Violine und Klavier o.op.
- Zwei Stücke für Violoncello und Klavier o.op.
- 2 Stücke für Klarinette und Klavier o.op.
- Zwei Stücke für Violine und Klavier o.op.
- Sechs leichte Vortragsstücke für Flöte und Klavier o.op.
- Zehn Vortragsstücke für 2 Sopran- oder Tenorblockflöten o.op.
- Vier Vortragsstücke für Altflöte und Klavier o.op.
- Drei Vortragsstücke für 2 Sopran- oder Tenorblockflöten o.op.
- Andantino o.op.
- Pastorale o.op.

### Sonate pour flûte
- Flötensonate op. 123a

### Fugue
- Sechs Fugen für Orgel o.op.

### Sonates pour cor
- Hornsonate Nr. 1 op. 118b (Erstausgabe erschienen im Pfefferkorn Musikverlag, Leipzig 2015)
- Hornsonate Nr. 2 o.op. (Erstausgabe erschienen im Pfefferkorn Musikverlag, Leipzig 2015)

### Intermezzi
- Fünf Intermezzi op. 91

### Musique de chambre
- Zwei Stücke für Englischhorn op. 80
- 2 Solostücke für Violine op. 96
- Rezitativ und Romanze op. 126b
- Drei Stücke für Violine solo op. 132
- Pastorale o.op.
- Rezitativ und Adagio op. 9
- Andante cantabile op. 3
- Andante cantabile sostenuto o.op.
- Andante sostenuto o.op.

### Sonates pour clarinette
- Klarinettensonate Nr. 1 B-Dur op. 112 (Erstausgabe erschienen im Pfefferkorn Musikverlag, Leipzig 2015)
- Klarinettensonate Nr. 2 Es-Dur op. 134 (Erstausgabe erschienen im Pfefferkorn Musikverlag, Leipzig 2015)
- Klarinettensonate Nr. 3 As-Dur o.op. (Fragment)
- Klarinettensonate Nr. 4 A-Dur o. op.

### Œuvres pour piano
- Sechs charakteristische Fantasiestücke op. 12a
- Fünf kleine instruktive Klavierstücke für die Jugend op. 14
- Drei Klavierstücke op. 15a
- Acht lyrische Tonstücke in Walzerform op. 18
- Skizzen aus dem Thüringer Wald op. 23
- Sechs kleine Vortragsstücke für die Jugend op. 28
- Zehn Klavierstücke op. 39
- Vier Klavierstücke op. 45a
- Acht Fantasiestücke op. 45b
- Die Jahreszeiten op. 56
- Sechs Klavierstücke op. 63
- Fünf Klavierstücke op. 66
- Hausmusik op. 71
- Zwei kleine instruktive Weihnachtsfantasien op. 86
- Acht Fantasiestücke op. 97
- Vier Klavierstücke op. 102
- Klavierstücke op. 116
- Vier Klavierstücke op. 120
- Fünf Klavierstücke op. 127
- Sechs Klavierstücke op. 129
- Acht Klavierstücke op. 136
- Fünf Klavierstücke op. 141
- Sechs Klavierstücke an Thekla op. 145
- Vier Klavierstücke op. 149
- Albumblatt o.op.
- Lied ohne Worte o.op.
- Miscellen o.op.
- Drei Charakterstücke o.op.
- Hausmusik o.op.
- Sechs Charakterstücke o.op.
- Zwölf Vortragsstücke o.op.
- Sechs Klavierstücke o.op.
- Sechs leichte Stücke o.op.
- Zwölf Charakterstücke o.op.
- Vier Klavierstücke o.op.
- Acht Klavierstücke (Heft 1) o.op.
- Acht Klavierstücke (Heft 2) o.op.
- Tanzweisen o.op.
- Acht Fantasiestücke o.op.
- Klavierstücke o.op.

### Sonate pour piano
- Sonatine für Klavier o.op.

### Trios
- Klaviertrio Nr. 1 op. 34
- Klaviertrio Nr. 2 op. 88
- Klaviertrio Nr. 3 op. 93

### Concertos
- Vier Konzertstücke op. 6
- Drei Konzertstücke op. 7
- Zwei Konzertstücke op. 14a
- Zwei Konzertstücke op. 20
- Drei Konzertstücke op. 26a
- Zwei Konzertstücke op. 85
- Drei Konzertstücke op. 89
- Zwei Konzertstücke op. 158

### Lieder
- Drei Lieder op. 1
- Drei geistliche Lieder op. 11
- Zwei Lieder op. 13
- Abendfeier o.op.
- 15 ausgewählte Lieder o.op.

### Marches
- Marsch für 2 Blockflöten und Violine o.op.
- Kleiner Marsch o.op.
- Feierlicher Marsch o.op.

### Mazurka
- Mazurka op. 42

### Menuet
- Menuett aus der Suite Nr. 2 op. 30

### Nocturnes
- Notturno op. 24
- Notturno op. 45

### Sonate pour hautbois
- Oboensonate op. 105

### Œuvres orchestrales
- Larghetto op. 19a
- Andante und Capriccio op. 36
- Drei Stücke für Streichorchester op. 44
- Fantasiestück für Violine und kleines Orchester o.op.
- Rezitativ für Violoncello und Orchester o.op.
- Fantasiestück für Klarinette und Orchester o.op.
- Sinfonisches Andante cantabile o.op.
- Capriccio für Flöte und Streichorchester o.op.

### Œuvres pour orgue
- Orgelsonate Nr. 1 op. 12 d-Moll
- Orgelsonate Nr. 2 op. 16 B-Dur
- Orgelsonate Nr. 3 op. 29 c-Moll
- Orgelsonate Nr. 4 op. 67 F-Dur
- Orgelsonate Nr. 5 op. 40 g-Moll (im Manuskript: op. 87)
- Orgelsonate Nr. 6 op. 110 a-Moll
- Zwei Choralfantasien op. 8
- Fantasie und Fuge über „Eine feste Burg“ op. 10
- Postludium zu dem Liede „O dass ich tausend Zungen hätte“ op. 22
- Vier leichte getragene Vortragsstücke op. 83
- Concert-Präludium und Fuge zu dem Choral „Nun danket alle Gott“ op. 100
- Zwei Präludien und Fugen op. 123
- Adagio für Violoncello und Orgel o.op.
- Choralvorspiele op. 126
- Choralvorspiele op. 131
- Choralvorspiele op. 135
- Zehn Choralvorspiele op. 142
- Choralvorspiele op. 148
- Zwölf Choralvorspiele o.op.
- Vierzehn Choralvorspiele o.op.
- Vierzehn leichte Choralvorspiele o.op.
- Choralvorspiele o.op.
- Zehn Choralvorspiele o.op.
- Elegie für Violine und Orgel o.op.

### Œuvres pour harmonium
- Suite F-Dur für Harmonium, 1905 op. 26
- Menuett aus der Suite Nr. 2 für Harmonium, 1908 op. 30
- Suite Nr. 2 D-Dur für Harmonium, 1908 op. 37
- Suite Nr. 3 f-Moll für Harmonium, 1911 op. 43
- 4 leichte getragene Vortragsstücke für Orgel (auch Harmonium) op. 83
- Sonate für Harmonium op. 103
- Choralvorspiele für Harmonium, 1917 op. 148
- Suite für Harmonium, 1942 o. op.

### Polonaises
- Polonaise h-Moll op. 4
- Polonaise op. 64

### Prélude
- Fest-Präludium in Marschform op. 2

### Quatuors
- Vier kleine Vortragsstücke o.op.
- Zwei Stücke für 2 Tenorflöten und 2 Violinen o.op.
- Zwei Lieder o.op.

### Romances
- Romanze für Viola und Klavier op. 14b
- Romanze für Klarinette und Klavier op. 43a
- Romanze für Violine und Klavier op. 118
- Romanze für Violine und Orchester o.op.
- Romance o.op.
- Romanze für Violoncello und Klavier o.op.
- Romanze für Klarinette und Klavier o.op.
- Romanze für Fagott und Klavier o.op.

### Scherzo
- Scherzo für Klavier o.op.

### Sérénades
- Serenade für Klarinette und Klavier o.op.
- Serenade für Flöte und Streichorchester o.op.

### Sonate
- Sonate für Harmonium op. 103

### Quatuors à cordes
- Streichquartett c-Moll op. 41
- Zwei Stücke für Streichquartett o.op.
- Streichquartett D-Dur o.op.

### Suites
- Suite concertante op. 13a
- Suite Nr. 1 für Harmonium op. 26
- Suite Nr. 2 für Harmonium op. 37
- Suite Nr. 3 für Harmonium op. 43
- Suite für Klavier zu 4 Händen op. 50
- Suite für Klarinette und Klavier op. 102a
- Suite Nr. 4 für Harmonium op. 119
- Suite für Englischhorn und Klavier op. 129a
- Suite für Klavier op. 144
- Suite Nr. 5 für Harmonium op. 157
- Suite g-Moll o.op.
- Suite für Harmonium o.op.

### Danse
- Sechs deutsche Walzer op. 62

### Trios
- Drei Vortragsstücke o.op.
- Acht kleine Stücke für 2 Blockflöten und Violine o.op.

### Variations
- Choralvariationen und Fuge zu dem Choral „Befiehl du deine Wege“ op. 106
- Thema und zwölf Variationen für Klavier o.op.

### Concerto pour violon
- Violinkonzert d-Moll op. 27

### Sonates pour violon
- Violinsonate Nr. 2 op. 40a
- Violinsonate Nr. 3 op. 78
- Violinsonate Nr. 4 op. 124
- Violinsonate Nr. 5 op. 151
- Violinsonate Nr. 1 o.op.